# جون ر. كونولي
جون ر. كونولي (بالإنجليزية: John R. Connolly)‏ هو محامي أمريكي، ولد في 6 يوليو 1973.